# Akram Jodabandeh
Akram Jodabandeh –en persa, اکرم خدابنده– (Karaj, 25 de septiembre de 1991) es una deportista iraní que compitió en taekwondo.
Ganó una medalla de plata en los Juegos Asiáticos de 2014, y dos medallas en el Campeonato Asiático de Taekwondo, plata en 2014 y oro en 2022.

## Palmarés internacional
| Juegos Asiáticos    | Juegos Asiáticos          | Juegos Asiáticos | Juegos Asiáticos |
| Año                 | Lugar                     | Medalla          | Categoría        |
| ------------------- | ------------------------- | ---------------- | ---------------- |
| 2014                | Incheon (Corea del Sur)   | Medalla de plata | +73 kg           |
| Campeonato Asiático |                           |                  |                  |
| Año                 | Lugar                     | Medalla          | Categoría        |
| 2014                | Taskent (Uzbekistán)      | Medalla de plata | +73 kg           |
| 2022                | Chuncheon (Corea del Sur) | Medalla de oro   | +73 kg           |